# Редант (Краснодарский край)
Редант — хутор в Калининском районе Краснодарского края.
Входит в состав Куйбышевского сельского поселения.

## География

### Улицы
- пер. Дальний,
- пер. Октябрьский,
- пер. Степной,
- ул. Дальняя,
- ул. Заречная,
- ул. Солнечная,
- ул. Фермерская,
- ул. Центральная.

## Население
| 2002 | 2010 |
| ---- | ---- |
| 287  | ↗322 |